# Kim Hwang-ho
Kim Hwang-ho ((김황호?, 金黄鎬?); 15 agosto 1954) è un ex calciatore sudcoreano, di ruolo portiere.